# 서울특별시 축령정신병원
서울특별시 축령정신병원(서울特別市 祝靈精神病院)은 서울특별시의 위탁을 받아 운영되는 공공 정신병원이다. 경기도 남양주시 수동면 외방로 172번길 58에 위치하고 있다.

## 같이 보기
- 서울의료원